# Molybdän(III)-fluorid
Molybdän(III)-fluorid ist eine anorganische chemische Verbindung des Molybdäns aus der Gruppe der Fluoride.

## Gewinnung und Darstellung
Molybdän(III)-fluorid kann durch Reaktion von Molybdän(V)-fluorid mit Molybdän bei 400 °C gewonnen werden.
{\displaystyle \mathrm {3\ MoF_{5}+2\ Mo\longrightarrow 5\ MoF_{3}} }

## Eigenschaften
Molybdän(III)-fluorid ist ein hellgrüner Feststoff, der beim Erhitzen auf 800 °C schwarz und bei 900 °C
dunkelrot wird. Er ist bis 500 °C thermisch stabil und besitzt eine Kristallstruktur vom Vanadium(III)-fluorid-Typ. Andere Quellen geben eine Struktur vom Rhenium(VI)-oxid-Typ an.